# Mary Gross
Mary Margaret Gross (* 25. März 1953 in Chicago, Illinois) ist eine US-amerikanische Schauspielerin und Comedian.

## Leben
Gross besuchte die Madonna High School in Chicago. Sie ist die Schwester des Schauspielers Michael Gross. Von 1981 bis 1985 gehörte sie dem Ensemble von Saturday Night Live an. Sie ist außerdem ein ehemaliges Mitglied von The Second City.
Gemeinsam mit den anderen Drehbuchautoren von Saturday Night Live wurde sie 1984 für einen Emmy in der Kategorie Outstanding Writing in a Variety or Music Program nominiert.

## Filmografie (Auswahl)
- 1981–1985: Saturday Night Live (Fernsehserie)
- 1984: Das A-Team (The A-Team, Fernsehserie, 1 Episode)
- 1987: Baby Boom – Eine schöne Bescherung (Baby Boom)
- 1988: FBI Academy (Feds)
- 1988: Heiß auf Trab (Hot to Trot)
- 1988: Der Couch-Trip (The Couch Trip)
- 1989: Die Wilde von Beverly Hills (Troop Beverly Hills)
- 1992: Die Maulwürfe (There Goes the Neighborhood)
- 1994: Santa Clause – Eine schöne Bescherung (The Santa Clause)
- 1995: Superman – Die Abenteuer von Lois & Clark (Lois & Clark: The New Adventures of Superman, Fernsehserie, 1 Episode)
- 1996: Jahre der Zärtlichkeit (The Evening Star)
- 1998: Rugrats – Der Film (Rugrats – The Movie)
- 1998: Zauberhafte Schwestern (Practical Magic)
- 1997–2000: Sabrina – Total Verhext! (Sabrina, the Teenage Witch, Fernsehserie, 21 Episoden)
- 2001: Tremors 3 – Die neue Brut (Tremors 3: Back to Perfection)
- 2002: 40 Tage und 40 Nächte (40 Days and 40 Nights)
- 2003, 2008: Immer wieder Jim (According to Jim, Fernsehserie, 2 Episoden, verschiedene Rollen)
- 2005: Malcolm mittendrin (Malcolm in the Middle, Fernsehserie, 1 Episode)
- 2007–2008: Boston Legal (Fernsehserie, 4 Episoden)
- 2011: The Defenders (Fernsehserie, 1 Episode)